# 나리칼라

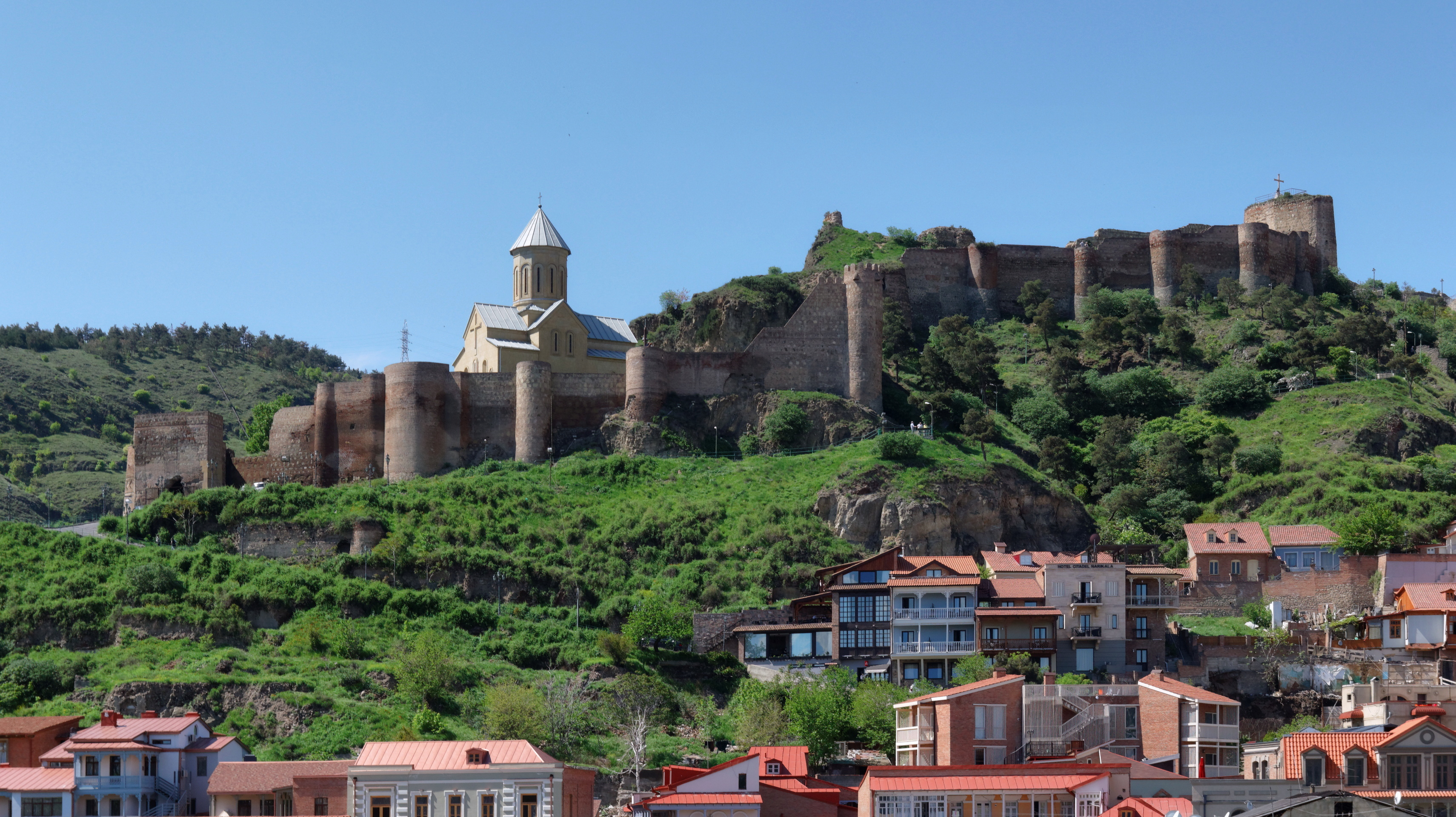
나리칼라

나리칼라(조지아어: ნარიყალა)는 조지아의 트빌리시와 쿠라강을 내려다 보는 요새다. 하부 안뜰에는 최근에 복원된 성 니콜라스 교회가 있다. 이 교회는 1996~1997년에 새로 지어졌으며 화재로 파괴된 원래 13세기 교회를 대체한다. 교회의 내부는 성경과 조지아의 역사를 보여주는 프레스코화로 장식되어 있다.